# Gillancourt
Gillancourt ist eine französische Gemeinde mit 126 Einwohnern (Stand: 1. Januar 2022) im Département Haute-Marne in der Region Grand Est. Sie gehört zum Kanton Châteauvillain und zum Arrondissement Chaumont. Die Bewohner werden Gillancourtois und Gillancourtoises genannt.

## Geografie
Die Gemeinde Gillancourt liegt an der Quelle der Blaise, 14 Kilometer nordwestlich von Chaumont. Sie ist umgeben von folgenden Nachbargemeinden:
| Lavilleneuve-au-Roi     | Juzennecourt                                | Blaisy     |
|                         | Kompassrose, die auf Nachbargemeinden zeigt |            |
| Autreville-sur-la-Renne |                                             | Euffigneix |

## Bevölkerungsentwicklung
| Jahr                       | 1962 | 1968 | 1975 | 1982 | 1990 | 1999 | 2008 | 2019 |
| -------------------------- | ---- | ---- | ---- | ---- | ---- | ---- | ---- | ---- |
| Einwohner                  | 153  | 130  | 133  | 130  | 115  | 118  | 128  | 118  |
| Quellen: Cassini und INSEE |      |      |      |      |      |      |      |      |

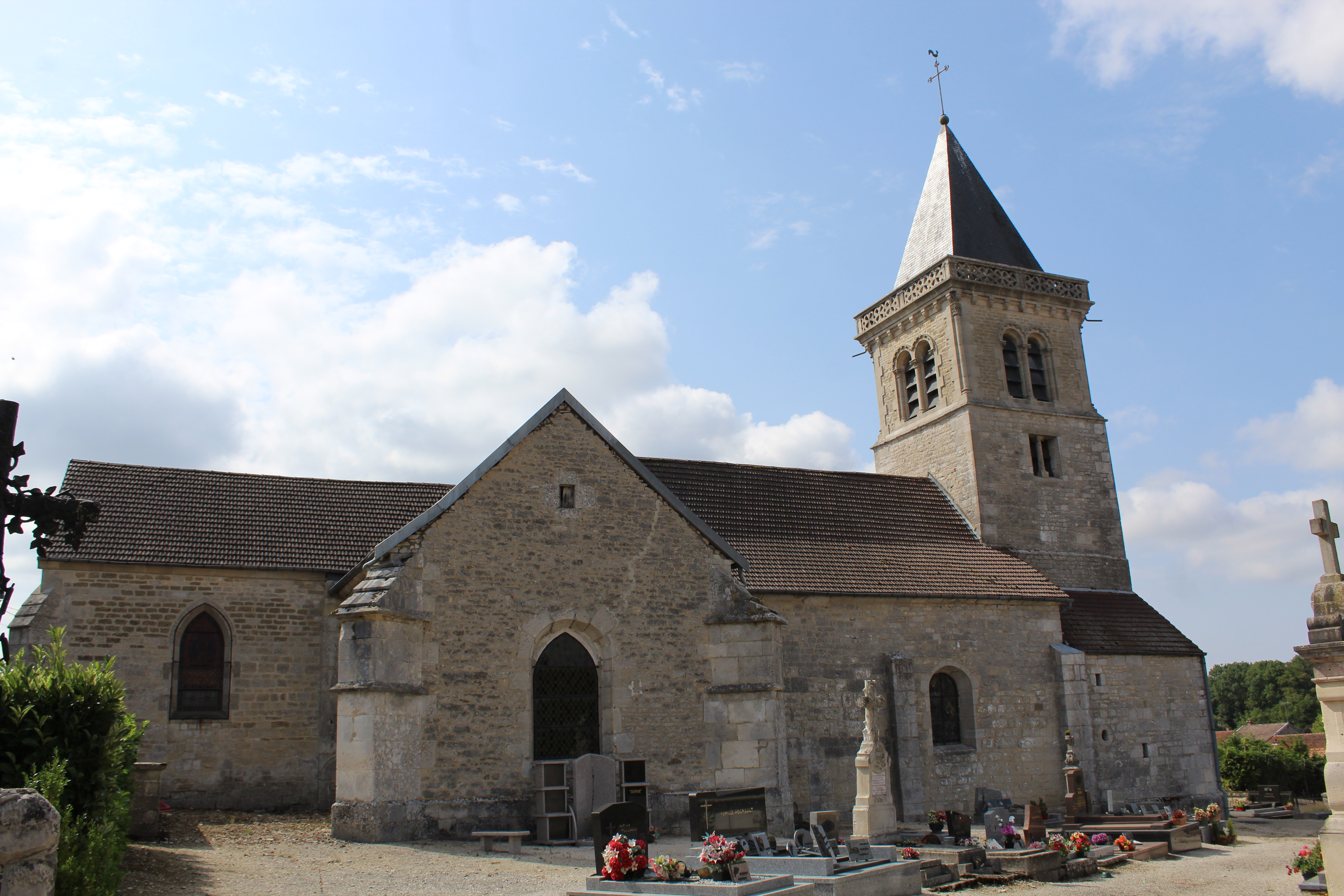
Kirche Saint-Bénigne
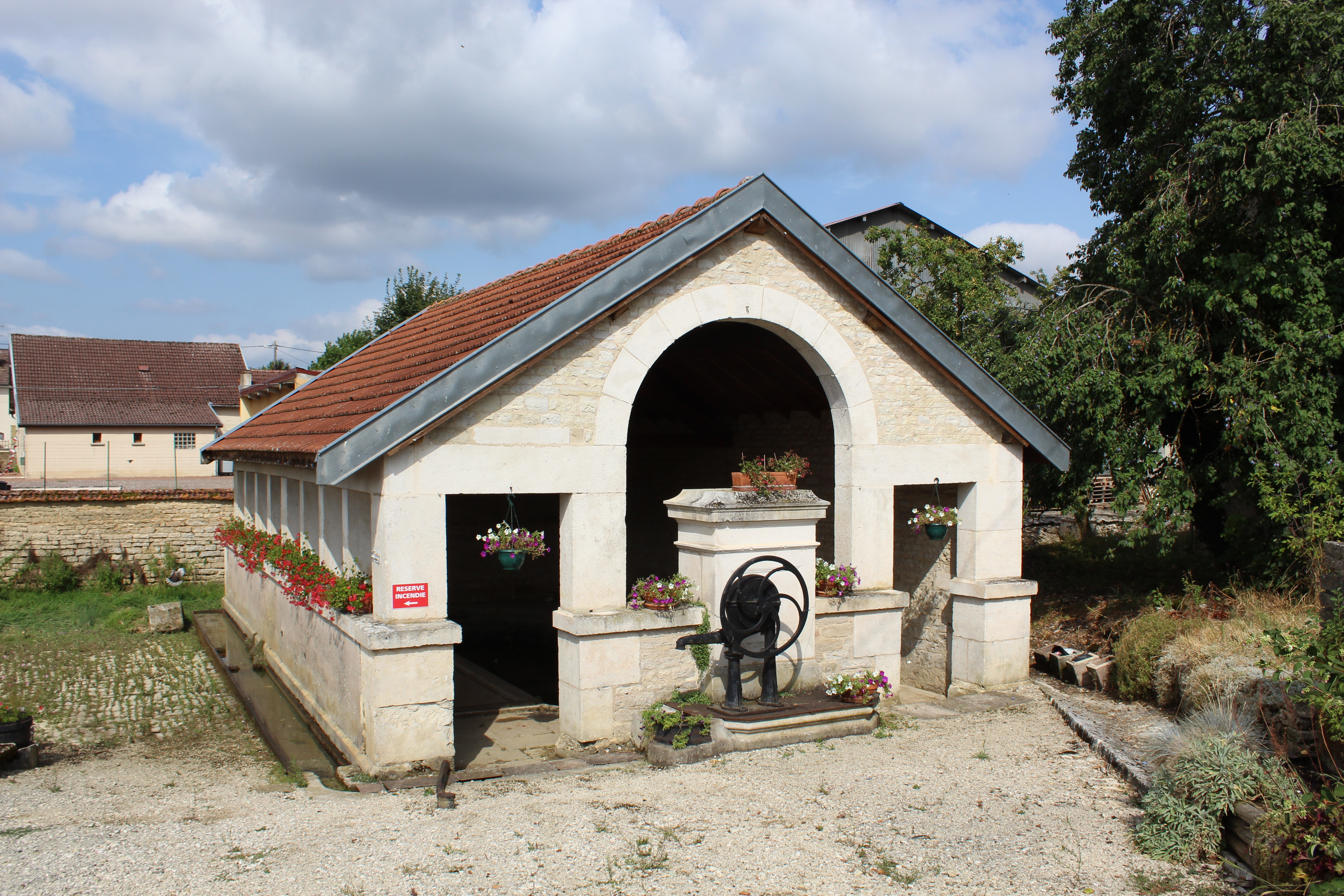
Lavoir